# Gouvernement Ben Bella III
République algérienne
Ben Bella II Boumédiène I
Le gouvernement Ben Bella III est en fonction du 2 décembre 1964 au 19 juin 1965. Ce nouveau gouvernement est marqué par la suppression des ministères de l'Intérieur, de l'Économie et de l'Information dont les attributions ont été rattachées à la présidence de la république.

## Composition
| Fonction                                                                         | Titulaire | Titulaire                   | Parti |
| -------------------------------------------------------------------------------- | --------- | --------------------------- | ----- |
| Président de la République, président du Conseil, ministre de l'Intérieur        |           | Ahmed Ben Bella             | FLN   |
| Vice-président du Conseil, ministre de la Défense nationale                      |           | Houari Boumédiène           | FLN   |
| Vice-président du Conseil                                                        |           | Saïd Mohammedi              | FLN   |
| Ministre délégué à la présidence du Conseil                                      |           | Abderrahmane Cherif         | FLN   |
| Ministre de la Justice, garde des Sceaux                                         |           | Mohamed Bedjaoui            | FLN   |
| Ministre de l’Industrie et de l'Énergie                                          |           | Bachir Boumaza              | FLN   |
| Ministre de l’Agriculture et de la Réforme agraire                               |           | Ahmed Mahsas                | FLN   |
| Ministre de la Santé publique, des Anciens Moudjahidine et des Affaires sociales |           | Mohamed Seghir Nekkache     | FLN   |
| Ministre des Affaires étrangères                                                 |           | Abdelaziz Bouteflika        | FLN   |
| Ministre de l’Éducation nationale                                                |           | Cherif Belkacem             | FLN   |
| Ministre des Postes et Télécommunications, des Travaux publics et des Transports |           | Abdelkader Zaïbek           | FLN   |
| Ministre de la Reconstruction et de l'Habitat                                    |           | Mohamed El-Hadi Hadj Smaïne | FLN   |
| Ministre du Commerce                                                             |           | Noureddine Delleci          | FLN   |
| Ministre du Travail                                                              |           | Safi Boudissa               | FLN   |
| Ministre de la Jeunesse et des Sports                                            |           | Sadek Batel                 | FLN   |
| Ministre de la Réforme administrative et de la Fonction publique                 |           | Saïd Amrani                 | FLN   |
| Ministre du Tourisme                                                             |           | Amar Ouzegane               | FLN   |
| Ministre des Habous                                                              |           | Tedjini Haddam              | FLN   |
| Sous-secrétaire d'État aux Travaux publics                                       |           | Sid Ahmed Ghozali           | FLN   |